# Josef Klaus (politik)
Josef Klaus (15. srpna 1910 Kötschach-Mauthen – 26. července 2001 Vídeň) byl rakouský konzervativní politik a v letech 1964–1970 rakouský kancléř.

## Životopis

### Mládí
Narodil se jako syn pekaře, matka pocházela z hornické rodiny. Malý Josef byl vychováván ke zbožnosti, před anšlusem byl členem několika katolických společností. Po anšlusu byl naverbován do armády, kde se mimo jiné osobně setkal s generálem Guderianem.
Po válce si v Halleinu zařídil advokátní kancelář a vstoupil do ÖVP.

### Politická kariéra
Klaus byl v letech 1949–1961 hejtmanem Salcburska a vůdcem ÖVP. Když kancléř Julius Raab odstoupil, Klausův vliv stále rostl. Za vlády kancléře Alfonse Gorbacha se stal ministrem financí, a roku 1964 se stal Gorbachovým nástupcem.
Klaus utvořil koalici s SPÖ, která trvala do roku 1966, kdy Klausova ÖVP vyhrála volby s velkým náskokem. Učinil první kroky ke vstupu do Evropského hospodářského společenství, které v dlouhodobé perspektivě nakonec vedly ke vstupu Rakouska do Evropské unie v roce 1995.
Klaus také zahájil řadu reforem, ale roku 1970 prohrál volby s Bruno Kreiským. Klaus mohl získat ústavní většinu, kdyby se spojil s FPÖ, tuto možnost ale nevyužil.
V září 1971 vyšla jeho monografie „Macht und Ohnmacht in Österreich“ a až do roku 1995 často vedl semináře o politických a společenských tématech.
Patřil k jednomu ze tří signatářů pamfletu proti zvolení židovského děkana lékařské fakulty prof. Ernsta Picka ve Vídni v roce 1932. Zdroj: Lékaři a nacismus str. 43.